# Pseudagrion ungulatum
Pseudagrion ungulatum – gatunek ważki z rodziny łątkowatych (Coenagrionidae).